# Chris Wyatt
Christopher Philip Wyatt, detto Chris (Newport, 10 giugno 1973), è un rugbista a 15 gallese, che gioca nel ruolo di seconda linea.